# West Derby
West Derby – dzielnica w Liverpoolu, w Anglii, w Merseyside, w dystrykcie Liverpool. W 2011 miejscowość liczyła 14 382 mieszkańców. West Derby jest wspomniana w Domesday Book (1086) jako Derbei/Derberie.